# Амут
| D36 | m | F10 | m | t · Z2 | A24 |

| D36 | m | F10 | m | t · Z2 | A24 |

Амут (Амит, Амет, Амам, Амемет, Ахемаит) је староегипатско чудовиште, које је јело срца злих покојника.
После смрти душе људи долазе на суд код Анубиса, који мери срце. Амут је стајала поред ваге и уколико је душа била зла и тежа од пера, које је симбол богиње Ма’ат, срце би било бачено Амут.
Египћани су се бојали Амут, била је представљена у облику крокодила, нилског коња и лава, три најопасније животиње Старог Египта.